# Kracheh
Kracheh is een stad in Cambodja en is de hoofdplaats van de provincie Kracheh.
Kracheh telt ongeveer 20.000 inwoners.

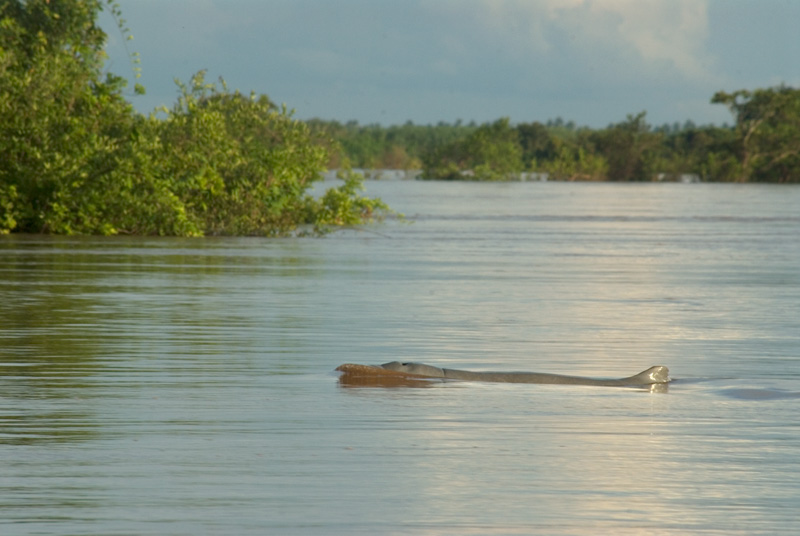
Irrawaddydolfijn bij Kracheh

De stad ligt aan de rivier de Mekong. Aan de oevers van de rivier bevindt zich een groep zeldzame Irrawaddydolfijnen. Deze dolfijnen zijn de belangrijkste toeristische attractie van de stad. 

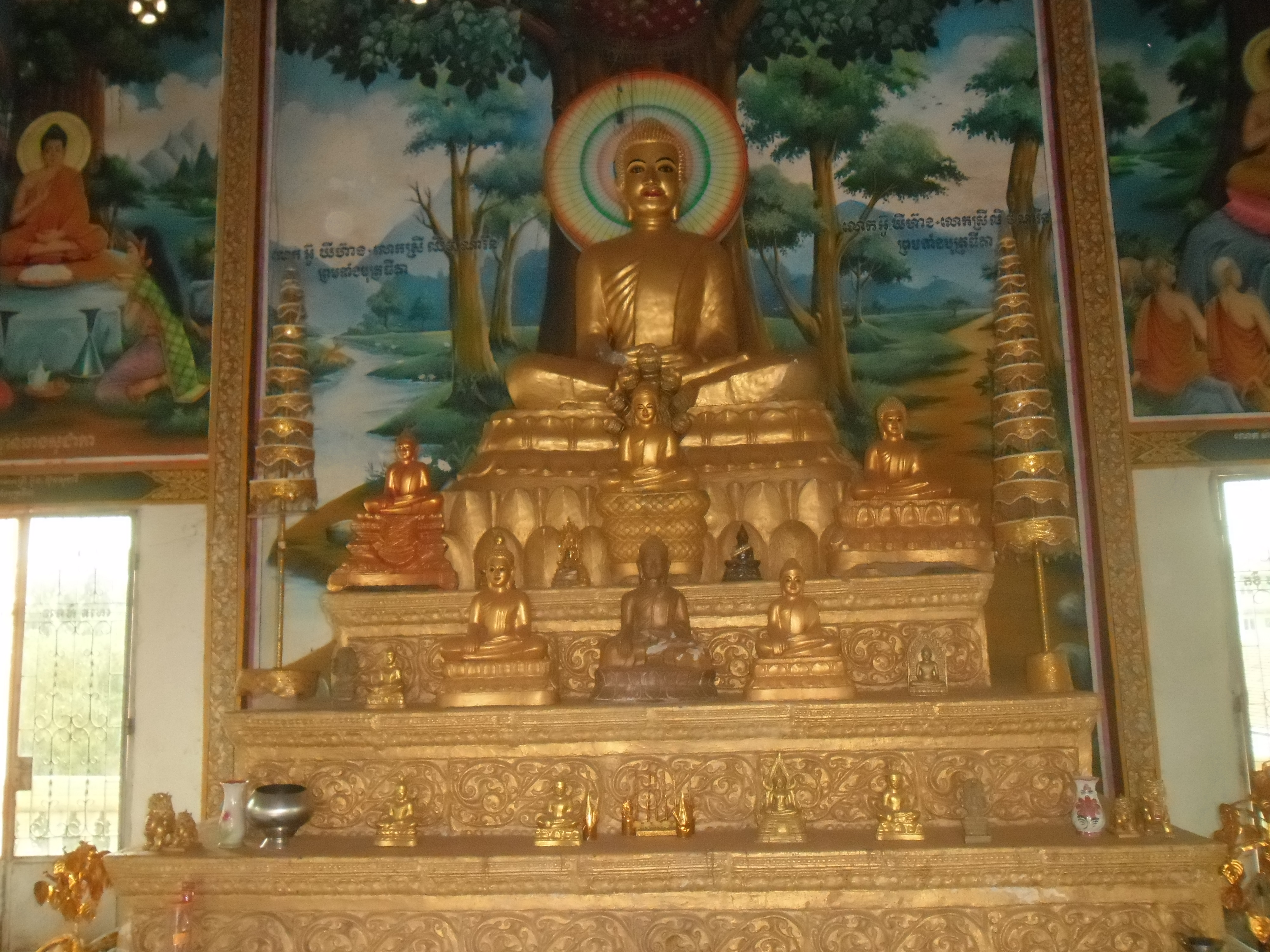
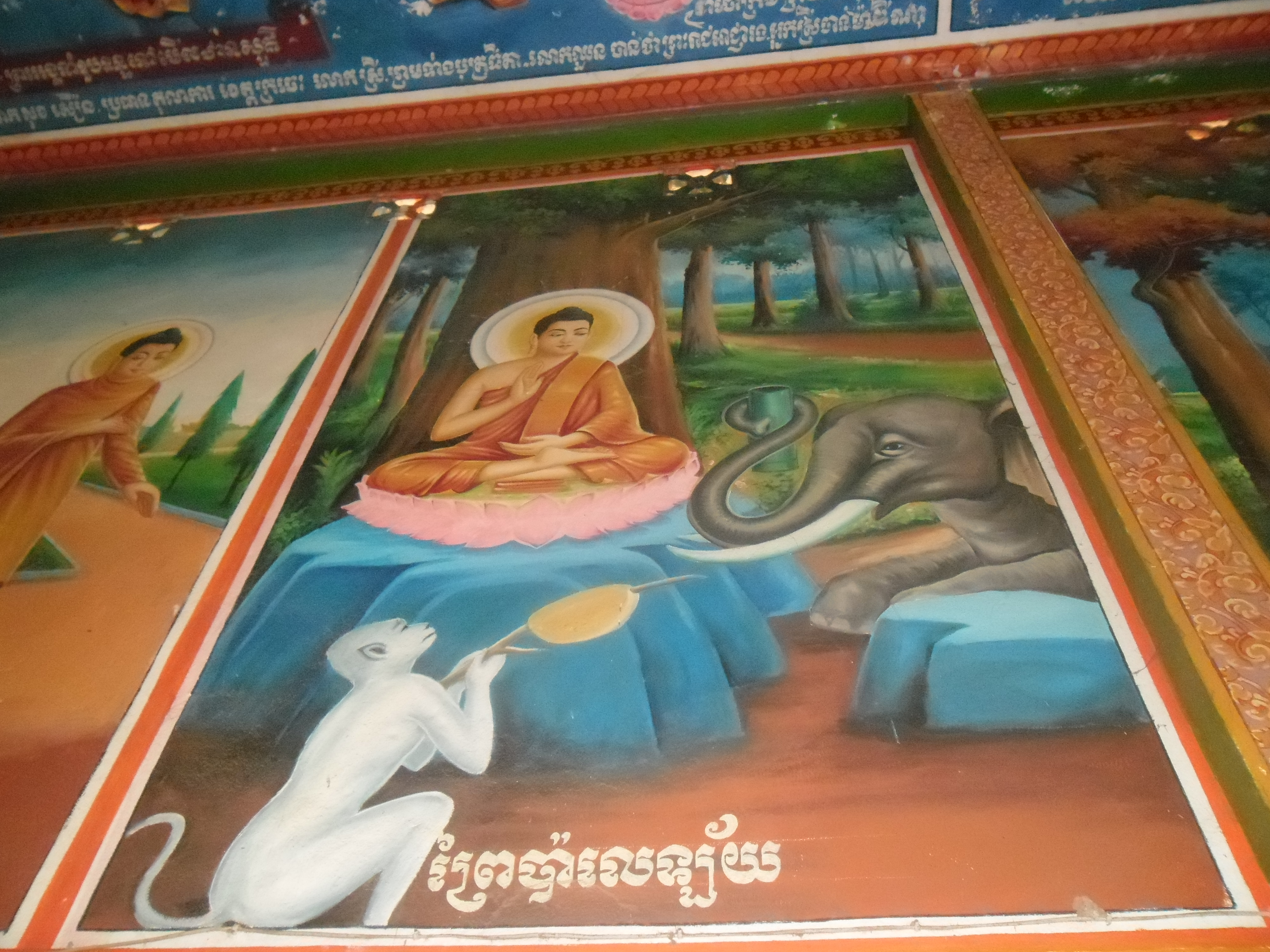
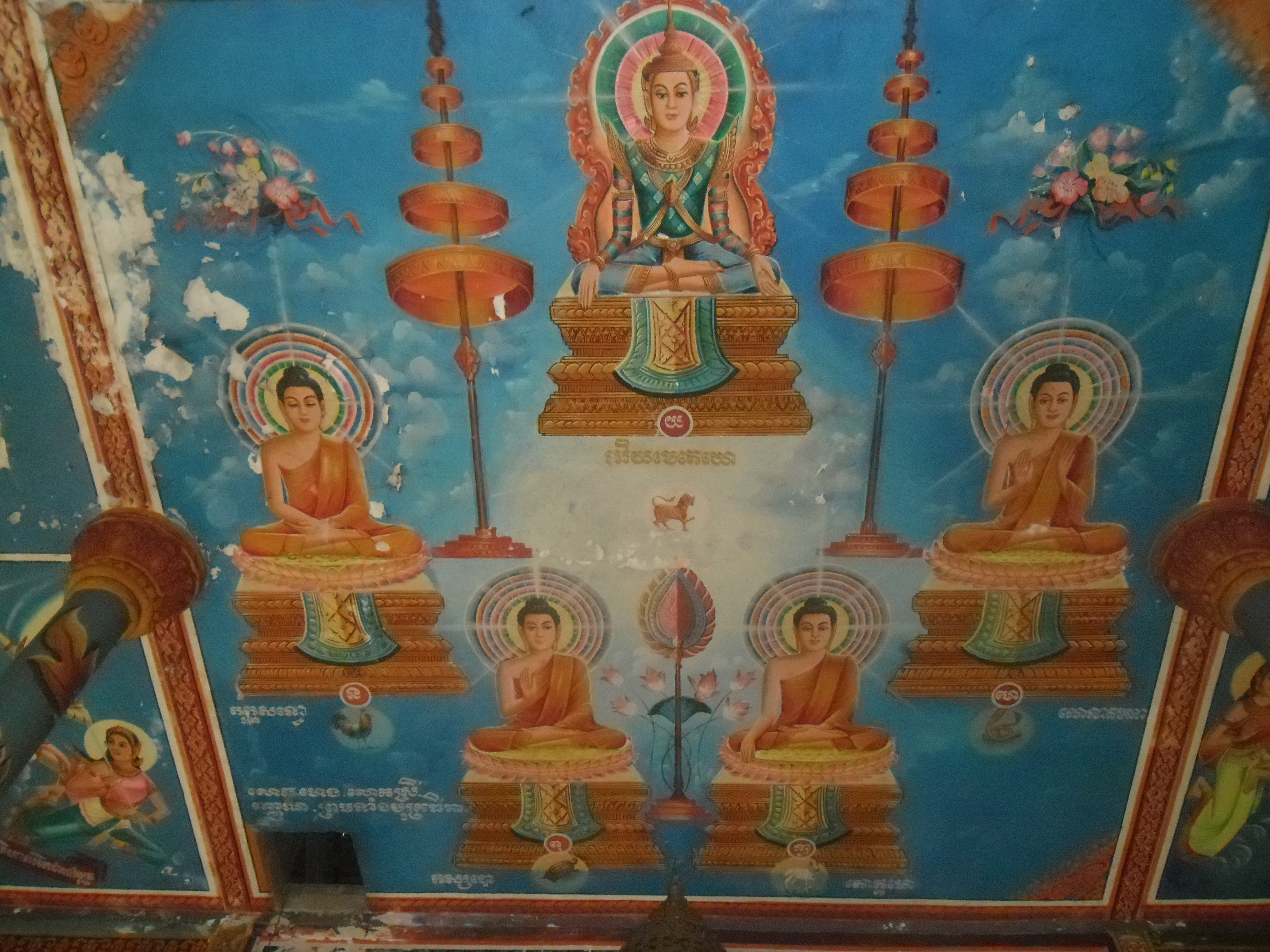
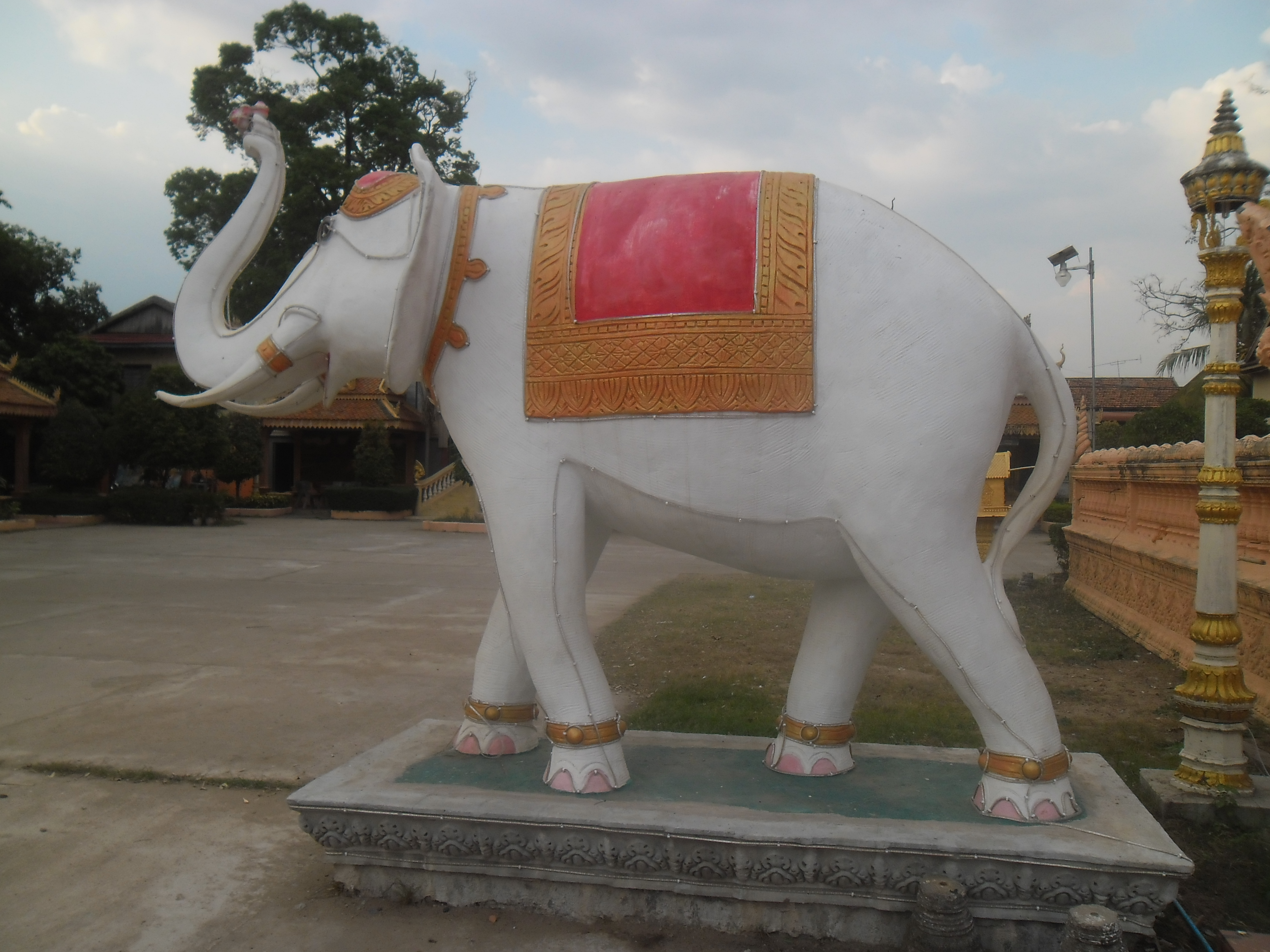
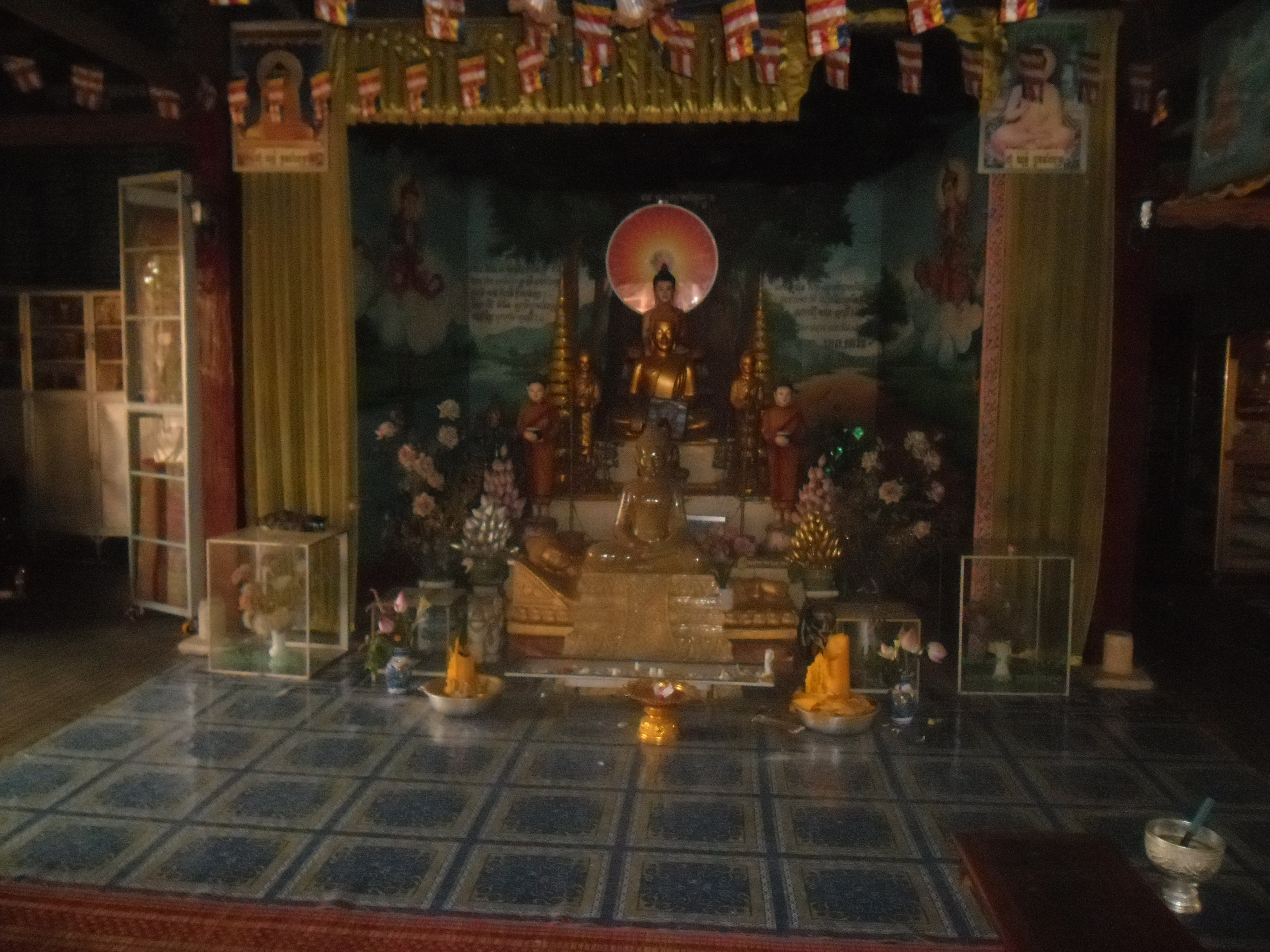
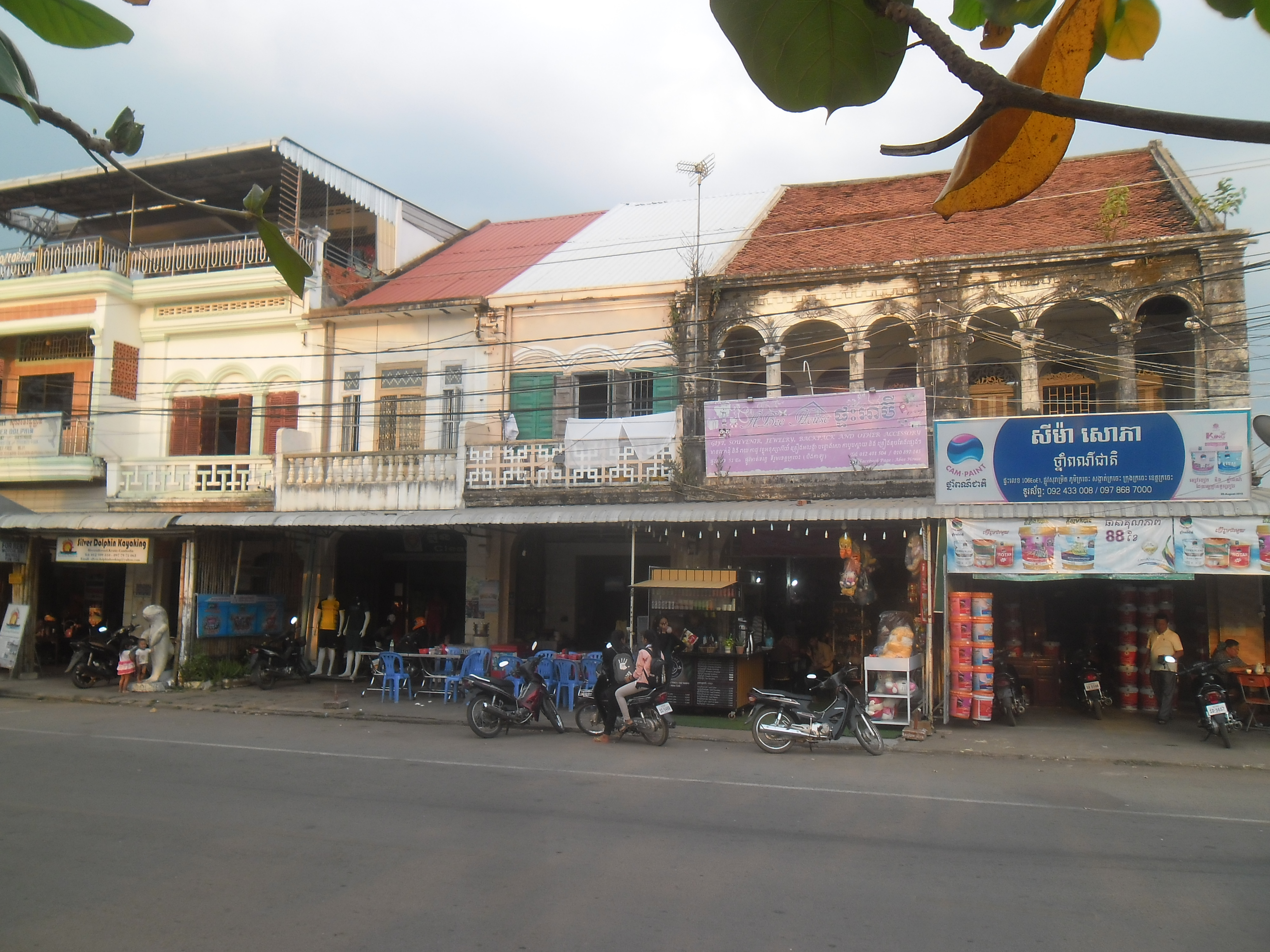
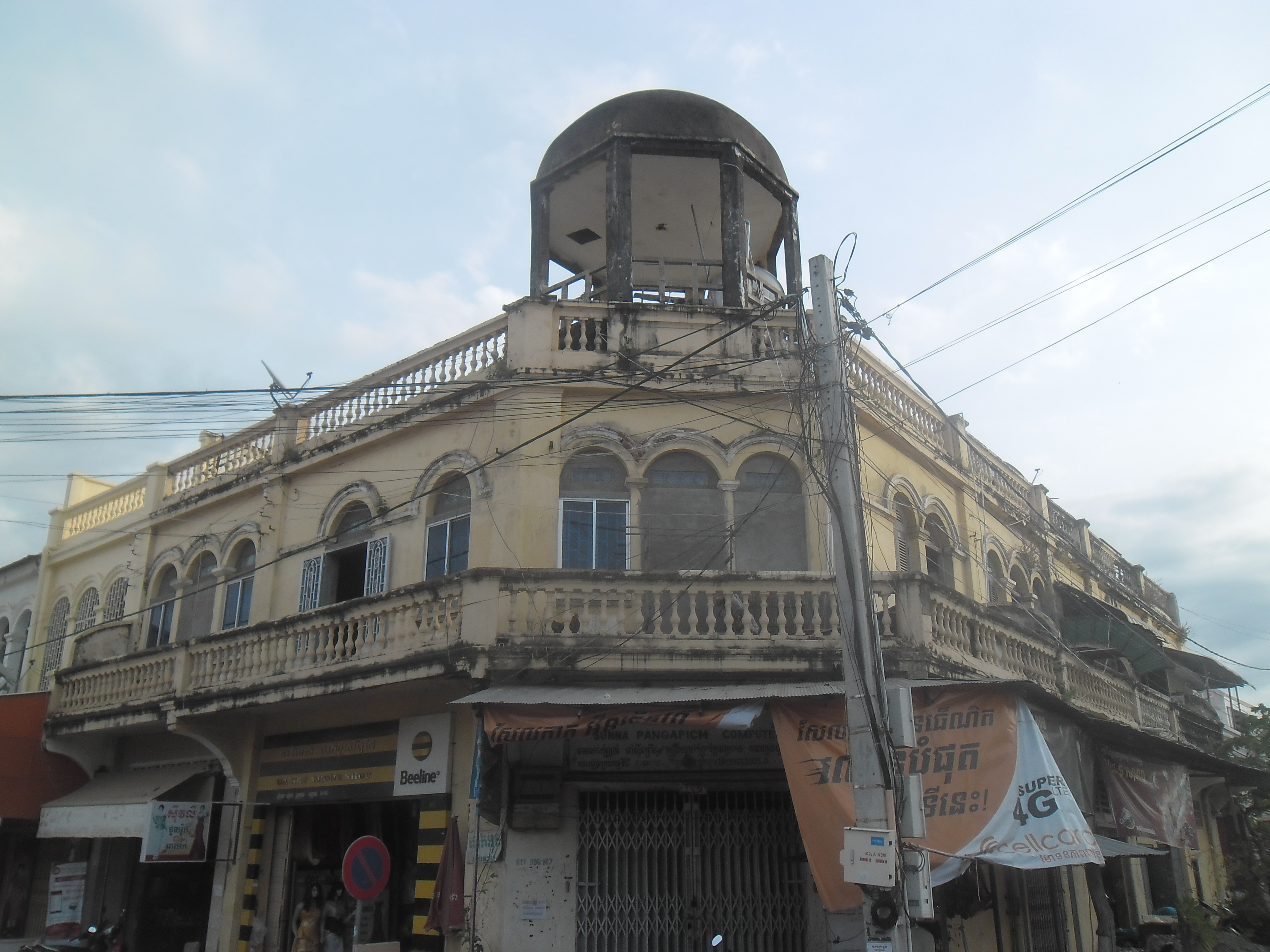
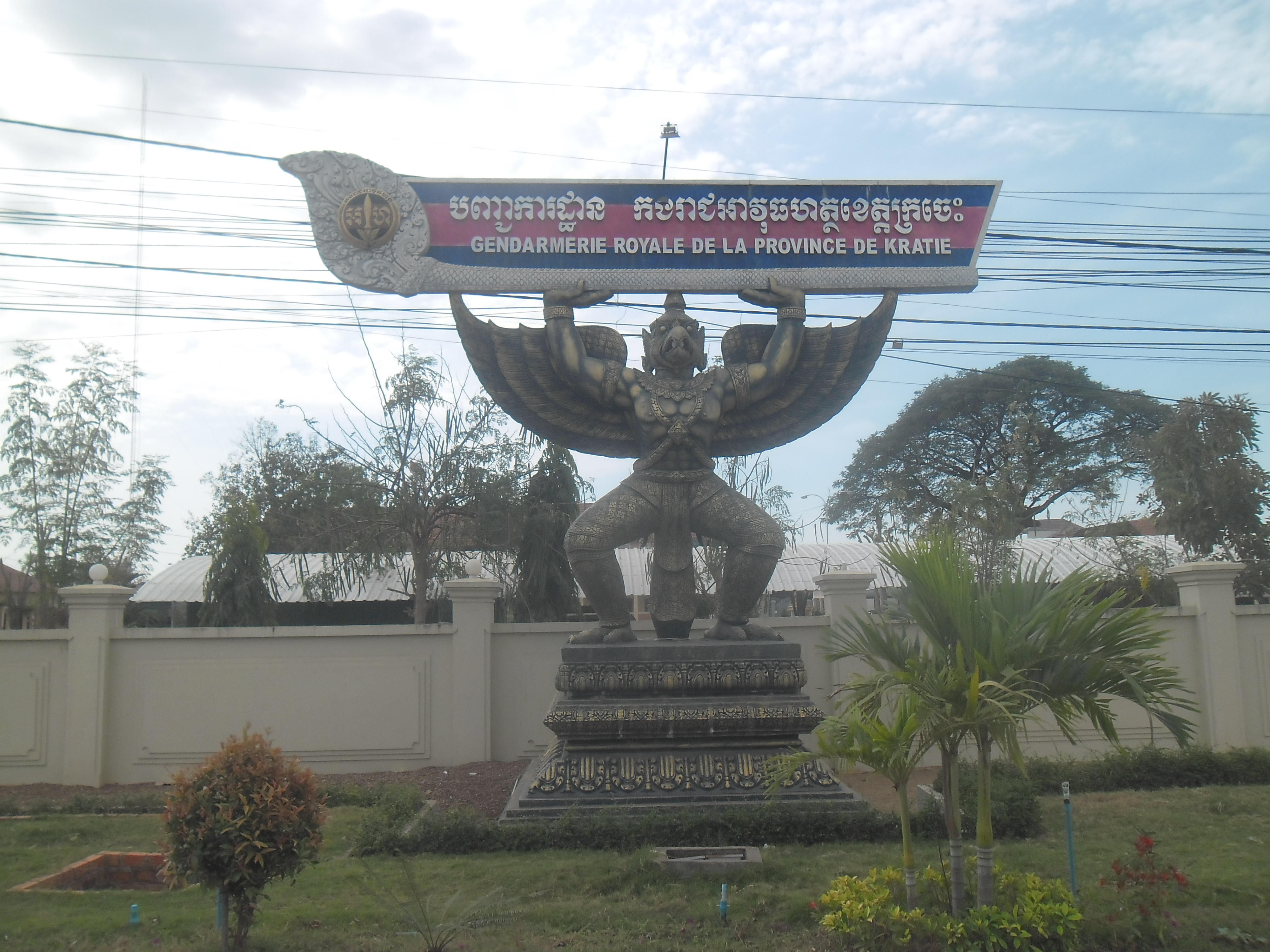
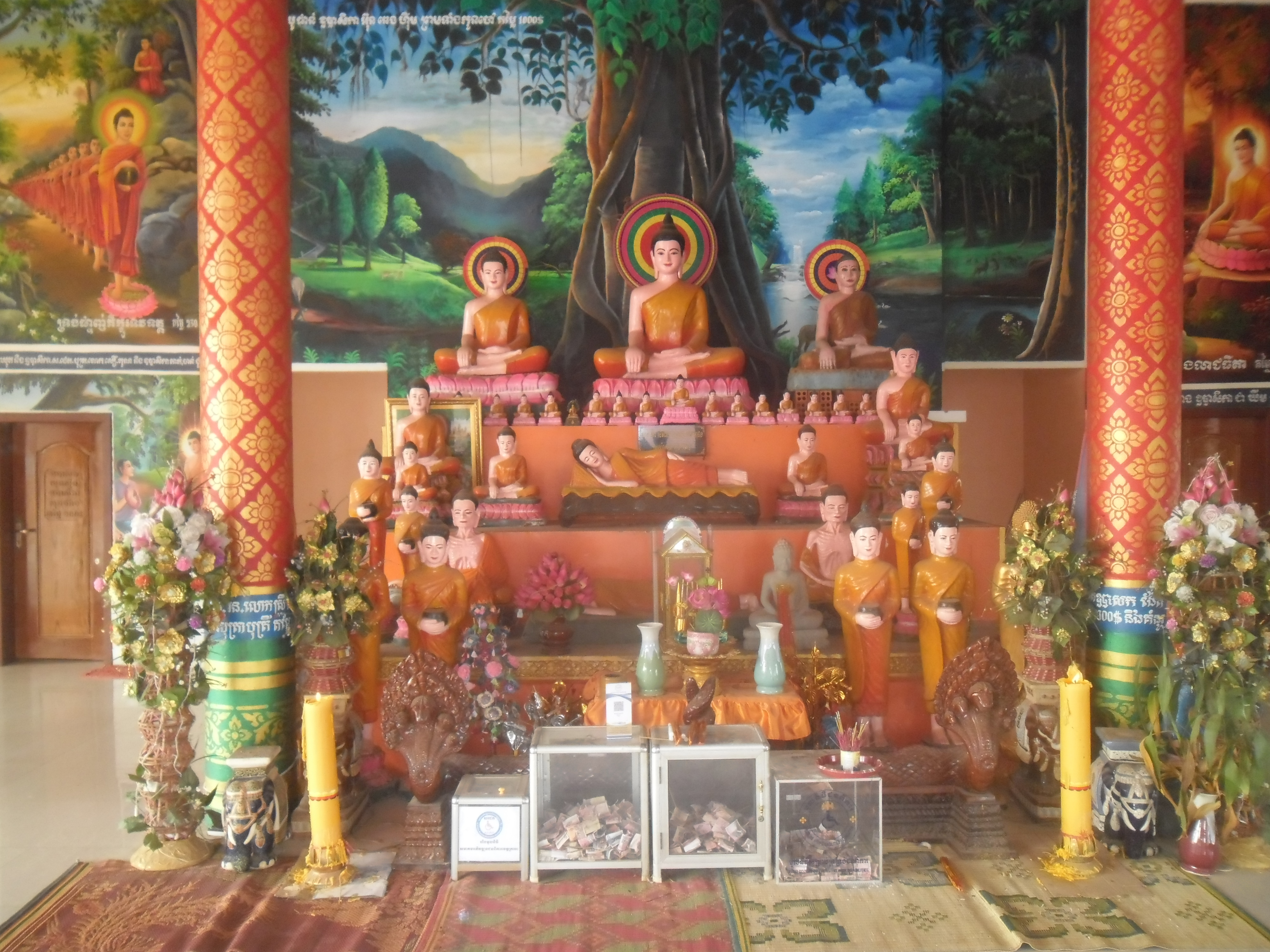
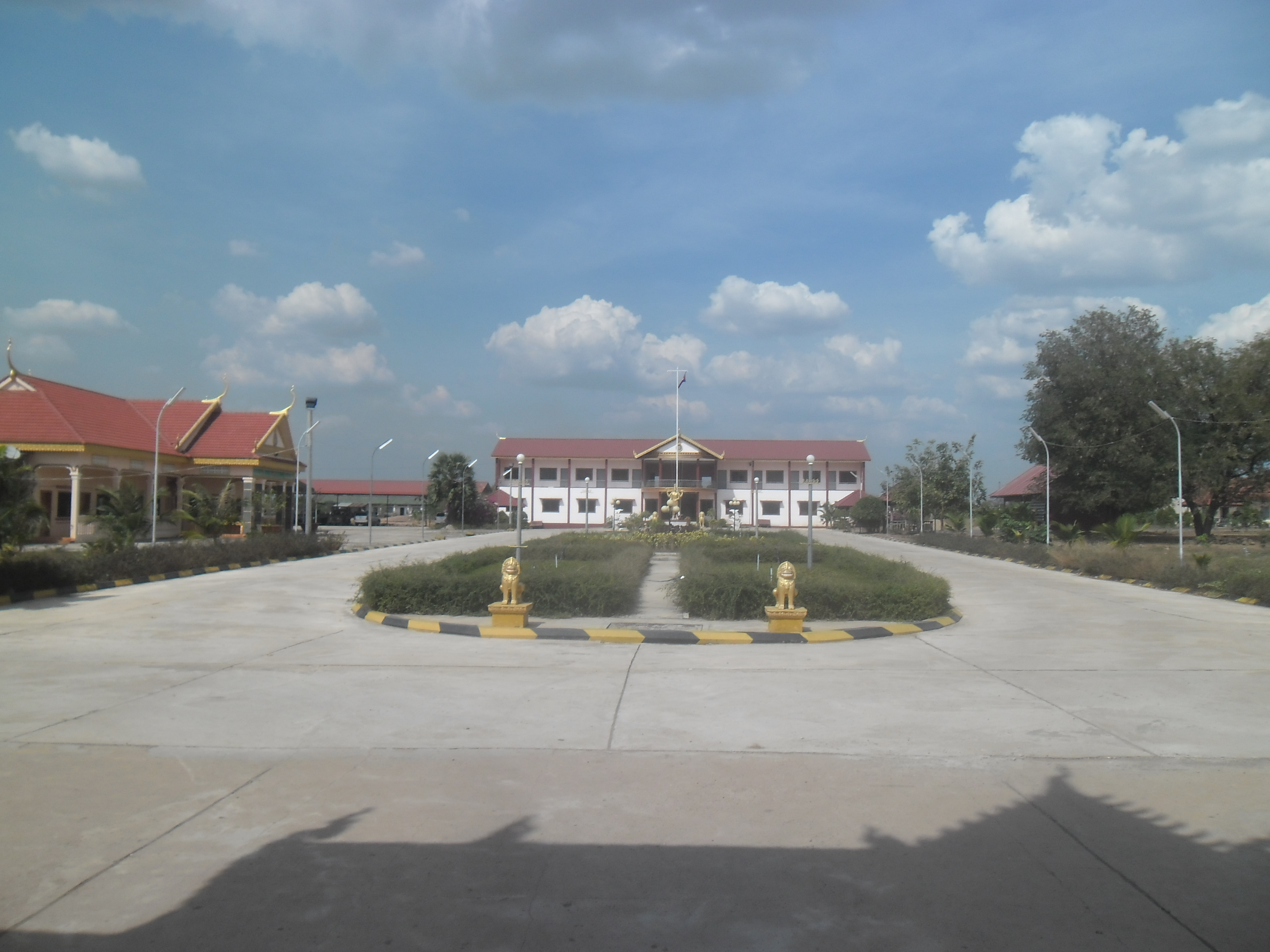